# Шодиев, Вохид Мухитдинович
Вохид Мухитдинович Шодиев (узб. Vohid Muxtdinovich Shodiyev; род. 9 ноября 1986, Хатырчинский район, Навоийская область) — узбекский футболист. Полузащитник клуба «Кызылкум». Выступал за национальную сборную Узбекистана.

## Карьера
Вохид Шодиев начал свою карьеру в 2005 году в клубе первой лиги «Зарафшан» (Навои) и выступал за него три сезона, забив около 20 мячей, затем по одному сезону играл в высшей лиге за «Уз-Донг-Жу» и «Кызылкум».
В 2010 году перешёл в команду «Нефтчи Фергана». В составе «Нефтчи» он выступал два сезона и за это время сыграл в двадцати четырёх матчах. В феврале 2012 года он подписал контракт с клубом «Бухара» из одноимённого города и выступал за этот клуб весьма успешно и стал одним из главных игроков «Бухары». Всего за два сезона проведённых в «Бухаре», Вохид Шодиев играл в пятидесяти одном матче и забил семнадцать голов.
В начале 2014 года на него обратили внимание тренеры ташкентского «Бунёдкора» и вскоре он подписал контракт с командой, в её составе стал обладателем Суперкубка и финалистом Кубка Узбекистана 2014.

### Карьера в сборной
6 ноября 2013 года Вохид Шодиев был приглашён в сборную Узбекистана для участия в матче в рамках отборочного турнира на Кубок Азии 2015 года против сборной Вьетнама. 15 ноября в дебютном матче в составе сборной, забил свой первый гол. А 19 ноября того же года он забил второй гол в матче против сборной Гонконга.
В 2015 году вошёл в заявку сборной на Кубок Азии 2015. На турнире сыграл одну игру, выйдя на замену в победном матче с Саудовской Аравией (3:1) и забил в нём один из голов.

## Достижения
- Финалист Кубка Узбекистана: 2014, 2015, 2017
- Обладатель Суперкубка Узбекистана: 2013